# SN 1996D
SN 1996D – supernowa typu Ic odkryta 9 lutego 1996 roku w galaktyce NGC 1614. W momencie odkrycia miała maksymalną jasność 18,20m.